# FA Cup 1933-1934
La FA Cup 1933-1934 è stata la 59ª edizione della principale coppa nazionale inglese, nonché della più antica competizione calcistica del mondo. Il trofeo fu vinto per la seconda volta dal Manchester City, finalista nella precedente edizione. I Citizens, tornati al successo dopo trent'anni, prevalsero sul Portsmouth, sconfitto nella finale di Wembley con il punteggio di 2-1.

## Calendario
Il torneo principale era preceduto da due turni preliminari e quattro turni di qualificazione, mentre la competizione vera e propria, prevedeva sei turni (con i club di First e Second Division che entravano in lizza a partire dal terzo turno), prima di semifinali e finale.
In caso di pareggio dopo i novanta minuti, era prevista la ripetizione della gara, invertendo il campo. In caso di ulteriore pareggio si procedeva con altre ripetizioni, in campo neutro, fin quando una squadra non risultava vincitrice.
Le semifinali e la finale si disputavano tutte in campo neutro.
| Fase                    | Turno                        | Data                     | Squadre che entrano in questo turno | Squadre qualificate dal turno precedente |
| ----------------------- | ---------------------------- | ------------------------ | --- | ---------------------------------------- |
| Turni di qualificazione | Turno Extra-Preliminare      | Sabato 2 settembre 1933  | Non league | Non league                               |
| Turni di qualificazione | Turno Preliminare            | Sabato 16 settembre 1933 | Non league | Non league                               |
| Turni di qualificazione | Primo Turno Qualificazione   | Sabato 30 settembre 1933 | Non league | Non league                               |
| Turni di qualificazione | Secondo Turno Qualificazione | Sabato 14 ottobre 1933   | Non league | Non league                               |
| Turni di qualificazione | Terzo Turno Qualificazione   | Sabato 28 ottobre 1933   | Non league | Non league                               |
| Turni di qualificazione | Quarto Turno Qualificazione  | Sabato 11 novembre 1933  | Non league | Non league                               |
| Torneo principale       | Primo Turno (68 squadre)     | Sabato 25 novembre 1933  | 21 squadre della Third Division North. 20 squadre della Third Division South. 2 squadre di non league                                      | 25 provenienti dalle qualificazioni      |
| Torneo principale       | Secondo Turno (34 squadre)   | Sabato 9 dicembre 1933   | | 34 squadre vincitrici del primo turno    |
| Torneo principale       | Terzo Turno (64 squadre)     | Sabato 13 gennaio 1934   | 22 squadre della First Division 22 squadre della Second Division 1 squadra della Third Division North 2 squadre della Third Division South | 17 squadre vincitrici del secondo turno  |
| Torneo principale       | Quarto Turno (32 squadre)    | Sabato 27 gennaio 1934   | | 32 squadre vincitrici del terzo turno    |
| Torneo principale       | Quinto Turno (16 squadre)    | Sabato 17 febbraio 1934  | | 16 squadre vincitrici del quarto turno   |
| Torneo principale       | Sesto Turno (8 squadre)      | Sabato 3 marzo 1934      | | 8 squadre vincitrici del quinto turno    |
| Torneo principale       | Semi-Finali (4 squadre)      | Sabato 17 marzo 1934     | | 4 squadre vincitrici del sesto turno     |
| Torneo principale       | Finale (2 squadre)           | Sabato 28 aprile 1934    | | 2 squadre vincitrici delle semifinali    |

## Primo turno
| Gara   | Squadra di casa                 | Risultato | Squadra in trasferta        | Data             |
| ------ | ------------------------------- | --------- | --------------------------- | ---------------- |
| 1      | Chester                         | 6–1       | Darlington                  | 25 novembre 1933 |
| 2      | Bournemouth & Boscombe Athletic | 3–0       | Hayes                       | 25 novembre 1933 |
| 3      | Barrow                          | 4–2       | Doncaster Rovers            | 25 novembre 1933 |
| 4      | Bath City                       | 0–0       | Charlton Athletic           | 25 novembre 1933 |
| Replay | Charlton Athletic               | 3–1       | Bath City                   | 29 novembre 1933 |
| 5      | Watford                         | 0–3       | Reading                     | 25 novembre 1933 |
| 6      | Walsall                         | 4–0       | Spennymoor United           | 25 novembre 1933 |
| 7      | Folkestone                      | 0–0       | Bristol Rovers              | 25 novembre 1933 |
| Replay | Bristol Rovers                  | 3–1       | Folkestone                  | 29 novembre 1933 |
| 8      | Gainsborough Trinity            | 1–0       | Altrincham                  | 25 novembre 1933 |
| 9      | Ilford                          | 2–4       | Swindon Town                | 25 novembre 1933 |
| 10     | Tranmere Rovers                 | 7–0       | Newark                      | 25 novembre 1933 |
| 11     | Sutton Town                     | 2–1       | Rochdale                    | 25 novembre 1933 |
| 12     | Oxford City                     | 1–5       | Gillingham                  | 25 novembre 1933 |
| 13     | Queens Park Rangers             | 6–0       | Kettering Town              | 25 novembre 1933 |
| 14     | Northampton Town                | 2–0       | Exeter City                 | 25 novembre 1933 |
| 15     | Coventry City                   | 3–0       | Crewe Alexandra             | 25 novembre 1933 |
| 16     | Northfleet United               | 0–2       | Dartford                    | 25 novembre 1933 |
| 17     | Carlisle United                 | 2–1       | Wrexham                     | 25 novembre 1933 |
| 18     | Clapton Orient                  | 4–2       | Epsom Town                  | 25 novembre 1933 |
| 19     | Crystal Palace                  | 3–0       | Norwich City                | 25 novembre 1933 |
| 20     | Lancaster Town                  | 0–1       | Stockport County            | 25 novembre 1933 |
| 21     | Scunthorpe & Lindsey United     | 1–1       | Accrington Stanley          | 25 novembre 1933 |
| Replay | Accrington Stanley              | 3–0       | Scunthorpe & Lindsey United | 29 novembre 1933 |
| 22     | Cardiff City                    | 0–0       | Aldershot                   | 25 novembre 1933 |
| Replay | Aldershot                       | 3–1       | Cardiff City                | 29 novembre 1933 |
| 23     | Halifax Town                    | 3–2       | Barnsley                    | 25 novembre 1933 |
| 24     | Cheltenham Town                 | 5–1       | Barnet                      | 25 novembre 1933 |
| 25     | Kingstonian                     | 1–7       | Bristol City                | 25 novembre 1933 |
| 26     | Dulwich Hamlet                  | 2–2       | Newport County              | 25 novembre 1933 |
| Replay | Newport County                  | 6–2       | Dulwich Hamlet              | 30 novembre 1933 |
| 27     | New Brighton                    | 0–0       | Mansfield Town              | 25 novembre 1933 |
| Replay | Mansfield Town                  | 3–4       | New Brighton                | 29 novembre 1933 |
| 28     | Torquay United                  | 1–1       | Margate                     | 25 novembre 1933 |
| Replay | Margate                         | 0–2       | Torquay United              | 30 novembre 1933 |
| 29     | Workington                      | 1–0       | Southport                   | 25 novembre 1933 |
| 30     | York City                       | 2–3       | Hartlepools United          | 25 novembre 1933 |
| 31     | Rotherham United                | 3–2       | South Bank St Peters        | 25 novembre 1933 |
| 32     | Gateshead                       | 5–2       | Darwen                      | 25 novembre 1933 |
| 33     | North Shields                   | 3–0       | Scarborough                 | 25 novembre 1933 |
| 34     | London Paper Mills              | 0–1       | Southend United             | 25 novembre 1933 |

## Secondo turno
| Gara   | Squadra di casa                 | Risultato | Squadra in trasferta | Data             |
| ------ | ------------------------------- | --------- | -------------------- | ---------------- |
| 1      | Bournemouth & Boscombe Athletic | 2–4       | Tranmere Rovers      | 9 dicembre 1933  |
| 2      | Bristol City                    | 2–1       | Barrow               | 9 dicembre 1933  |
| 3      | Walsall                         | 0–0       | Clapton Orient       | 9 dicembre 1933  |
| Replay | Clapton Orient                  | 2–0       | Walsall              | 14 dicembre 1933 |
| 4      | Gainsborough Trinity            | 0–2       | Aldershot            | 9 dicembre 1933  |
| 5      | Swindon Town                    | 1–0       | Dartford             | 9 dicembre 1933  |
| 6      | Sutton Town                     | 1–2       | Reading              | 9 dicembre 1933  |
| 7      | Stockport County                | 1–2       | Crystal Palace       | 9 dicembre 1933  |
| 8      | Queens Park Rangers             | 1–1       | New Brighton         | 9 dicembre 1933  |
| Replay | New Brighton                    | 0–4       | Queens Park Rangers  | 13 dicembre 1933 |
| 9      | Accrington Stanley              | 1–0       | Bristol Rovers       | 9 dicembre 1933  |
| 10     | Northampton Town                | 3–0       | Torquay United       | 9 dicembre 1933  |
| 11     | Carlisle United                 | 1–2       | Cheltenham Town      | 9 dicembre 1933  |
| 12     | Southend United                 | 2–1       | Chester              | 9 dicembre 1933  |
| 13     | Halifax Town                    | 1–1       | Hartlepools United   | 9 dicembre 1933  |
| Replay | Hartlepools United              | 1–2       | Halifax Town         | 13 dicembre 1933 |
| 14     | Charlton Athletic               | 1–0       | Gillingham           | 9 dicembre 1933  |
| 15     | Workington                      | 3–1       | Newport County       | 9 dicembre 1933  |
| 16     | Rotherham United                | 2–1       | Coventry City        | 9 dicembre 1933  |
| 17     | Gateshead                       | 1–0       | North Shields        | 9 dicembre 1933  |

## Terzo turno
| Gara   | Squadra di casa         | Risultato | Squadra in trasferta | Data            |
| ------ | ----------------------- | --------- | -------------------- | --------------- |
| 1      | Birmingham              | 2–1       | Sheffield United     | 13 gennaio 1934 |
| 2      | Chesterfield            | 2–2       | Aston Villa          | 13 gennaio 1934 |
| Replay | Aston Villa             | 2–0       | Chesterfield         | 17 gennaio 1934 |
| 3      | Bristol City            | 1–1       | Derby County         | 13 gennaio 1934 |
| Replay | Derby County            | 1–0       | Bristol City         | 17 gennaio 1934 |
| 4      | Burnley                 | 0–0       | Bury                 | 13 gennaio 1934 |
| Replay | Bury                    | 3–2       | Burnley              | 17 gennaio 1934 |
| 5      | Liverpool               | 1–1       | Fulham               | 13 gennaio 1934 |
| Replay | Fulham                  | 2–3       | Liverpool            | 17 gennaio 1934 |
| 6      | Southampton             | 1–1       | Northampton Town     | 13 gennaio 1934 |
| Replay | Northampton Town        | 1–0       | Southampton          | 18 gennaio 1934 |
| 7      | Reading                 | 1–2       | Oldham Athletic      | 13 gennaio 1934 |
| 8      | Leicester City          | 3–0       | Lincoln City         | 13 gennaio 1934 |
| 9      | Nottingham Forest       | 4–0       | Queens Park Rangers  | 13 gennaio 1934 |
| 10     | Bolton Wanderers        | 3–1       | Halifax Town         | 13 gennaio 1934 |
| 11     | Grimsby Town            | 1–0       | Clapton Orient       | 13 gennaio 1934 |
| 12     | Wolverhampton Wanderers | 1–0       | Newcastle United     | 13 gennaio 1934 |
| 13     | Sunderland              | 1–1       | Middlesbrough        | 13 gennaio 1934 |
| Replay | Middlesbrough           | 1–2       | Sunderland           | 17 gennaio 1934 |
| 14     | Luton Town              | 0–1       | Arsenal              | 13 gennaio 1934 |
| 15     | Tranmere Rovers         | 3–0       | Southend United      | 13 gennaio 1934 |
| 16     | Tottenham Hotspur       | 3–0       | Everton              | 13 gennaio 1934 |
| 17     | Manchester City         | 3–1       | Blackburn Rovers     | 13 gennaio 1934 |
| 18     | West Ham United         | 3–2       | Bradford City        | 13 gennaio 1934 |
| 19     | Brighton & Hove Albion  | 3–1       | Swindon Town         | 13 gennaio 1934 |
| 20     | Manchester United       | 1–1       | Portsmouth           | 13 gennaio 1934 |
| Replay | Portsmouth              | 4–1       | Manchester United    | 17 gennaio 1934 |
| 21     | Plymouth Argyle         | 1–1       | Huddersfield Town    | 13 gennaio 1934 |
| Replay | Huddersfield Town       | 6–2       | Plymouth Argyle      | 17 gennaio 1934 |
| 22     | Millwall                | 3–0       | Accrington Stanley   | 13 gennaio 1934 |
| 23     | Hull City               | 1–0       | Brentford            | 13 gennaio 1934 |
| 24     | Crystal Palace          | 1–0       | Aldershot            | 13 gennaio 1934 |
| 25     | Chelsea                 | 1–1       | West Bromwich Albion | 13 gennaio 1934 |
| Replay | West Bromwich Albion    | 0–1       | Chelsea              | 17 gennaio 1934 |
| 26     | Swansea Town            | 1–0       | Notts County         | 13 gennaio 1934 |
| 27     | Charlton Athletic       | 2–0       | Port Vale            | 13 gennaio 1934 |
| 28     | Cheltenham Town         | 1–3       | Blackpool            | 13 gennaio 1934 |
| 29     | Leeds United            | 0–1       | Preston North End    | 13 gennaio 1934 |
| 30     | Workington              | 4–1       | Gateshead            | 13 gennaio 1934 |
| 31     | Stoke City              | 3–0       | Bradford Park Avenue | 13 gennaio 1934 |
| 32     | Rotherham United        | 0–3       | Sheffield Wednesday  | 13 gennaio 1934 |

## Quarto turno
| Gara   | Squadra di casa        | Risultato | Squadra in trasferta    | Data            |
| ------ | ---------------------- | --------- | ----------------------- | --------------- |
| 1      | Birmingham             | 1–0       | Charlton Athletic       | 27 gennaio 1934 |
| 2      | Bury                   | 1–1       | Swansea Town            | 27 gennaio 1934 |
| Replay | Swansea Town           | 3–0       | Bury                    | 1 febbraio 1934 |
| 3      | Liverpool              | 3–1       | Tranmere Rovers         | 27 gennaio 1934 |
| 4      | Aston Villa            | 7–2       | Sunderland              | 27 gennaio 1934 |
| 5      | Derby County           | 3–0       | Wolverhampton Wanderers | 27 gennaio 1934 |
| 6      | Tottenham Hotspur      | 4–1       | West Ham United         | 27 gennaio 1934 |
| 7      | Portsmouth             | 2–0       | Grimsby Town            | 27 gennaio 1934 |
| 8      | Brighton & Hove Albion | 1–1       | Bolton Wanderers        | 27 gennaio 1934 |
| Replay | Bolton Wanderers       | 6–1       | Brighton & Hove Albion  | 31 gennaio 1934 |
| 9      | Millwall               | 3–6       | Leicester City          | 27 gennaio 1934 |
| 10     | Hull City              | 2–2       | Manchester City         | 27 gennaio 1934 |
| Replay | Manchester City        | 4–1       | Hull City               | 31 gennaio 1934 |
| 11     | Oldham Athletic        | 1–1       | Sheffield Wednesday     | 27 gennaio 1934 |
| Replay | Sheffield Wednesday    | 6–1       | Oldham Athletic         | 31 gennaio 1934 |
| 12     | Chelsea                | 1–1       | Nottingham Forest       | 27 gennaio 1934 |
| Replay | Nottingham Forest      | 0–3       | Chelsea                 | 31 gennaio 1934 |
| 13     | Huddersfield Town      | 0–2       | Northampton Town        | 27 gennaio 1934 |
| 14     | Arsenal                | 7–0       | Crystal Palace          | 27 gennaio 1934 |
| 15     | Workington             | 1–2       | Preston North End       | 27 gennaio 1934 |
| 16     | Stoke City             | 3–0       | Blackpool               | 27 gennaio 1934 |

## Quinto turno
| Gara   | Squadra di casa     | Risultato | Squadra in trasferta | Data             |
| ------ | ------------------- | --------- | -------------------- | ---------------- |
| 1      | Birmingham          | 1–2       | Leicester City       | 17 febbraio 1934 |
| 2      | Liverpool           | 0–3       | Bolton Wanderers     | 17 febbraio 1934 |
| 3      | Preston North End   | 4–0       | Northampton Town     | 17 febbraio 1934 |
| 4      | Sheffield Wednesday | 2–2       | Manchester City      | 17 febbraio 1934 |
| Replay | Manchester City     | 2–0       | Sheffield Wednesday  | 21 febbraio 1934 |
| 5      | Tottenham Hotspur   | 0–1       | Aston Villa          | 17 febbraio 1934 |
| 6      | Swansea Town        | 0–1       | Portsmouth           | 17 febbraio 1934 |
| 7      | Arsenal             | 1–0       | Derby County         | 17 febbraio 1934 |
| 8      | Stoke City          | 3–1       | Chelsea              | 17 febbraio 1934 |

## Sesto turno
| Gara | Squadra di casa   | Risultato | Squadra in trasferta | Data         |
| ---- | ----------------- | --------- | -------------------- | ------------ |
| 1    | Preston North End | 0–1       | Leicester City       | 3 marzo 1934 |
| 2    | Bolton Wanderers  | 0–3       | Portsmouth           | 3 marzo 1934 |
| 3    | Manchester City   | 1–0       | Stoke City           | 3 marzo 1934 |
| 4    | Arsenal           | 1–2       | Aston Villa          | 3 marzo 1934 |

## Semifinali
| Huddersfield 17 marzo 1934, ore 15:00 (GMT 0) | Manchester City | 6 – 1 | Aston Villa | Leeds Road |

| Birmingham 17 marzo 1934, ore 15:00 (GMT 0) | Portsmouth | 4 – 1 | Leicester City | St Andrew's |

## Finale
| Arbitro: | Stanley Rous (Hertfordshire) |

|                |           |                |
| Tilson 74’ 88’ | Marcatori | 28’ Rutherford |

| Manchester City | Portsmouth |

|           |    |                |  |
|           |    |                |  |
| P         | 1  | Frank Swift    |  |
| D         | 2  | Laurie Barnett |  |
| D         | 3  | Bill Dale      |  |
| D         | 4  | Matt Busby     |  |
| C         | 5  | Sam Cowan (C)  |  |
| C         | 6  | Jackie Bray    |  |
| C         | 7  | Ernie Toseland |  |
| A         | 8  | Bobby Marshall |  |
| A         | 9  | Alec Herd      |  |
| A         | 10 | Eric Brook     |  |
| A         | 11 | Fred Tilson    |  |
| Manager:  |    |                |  |
| Wilf Wild |    |                |  |

|           |    |                     |  |
|           |    |                     |  |
| P         | 1  | Jock Gilfillan      |  |
| D         | 2  | Alec Mackie         |  |
| D         | 3  | Billy Smith         |  |
| D         | 4  | Jimmy Nichol        |  |
| D         | 5  | Jimmy Allen (C)     |  |
| C         | 6  | David Thackeray     |  |
| C         | 7  | Fred Worrall        |  |
| C         | 8  | Jack Smith          |  |
| A         | 9  | Jack Weddle         |  |
| A         | 10 | Jimmy Easson        |  |
| A         | 11 | Septimus Rutherford |  |
| Manager:  |    |                     |  |
| Jack Tinn |    |                     |  |

| REGOLE DELLA PARTITA - Gara unica. - Tempi supplementari in caso di pareggio al 90°. - Ripetizione in caso di ulteriore parità dopo i tempi supplementari. |